# ジュディッタ

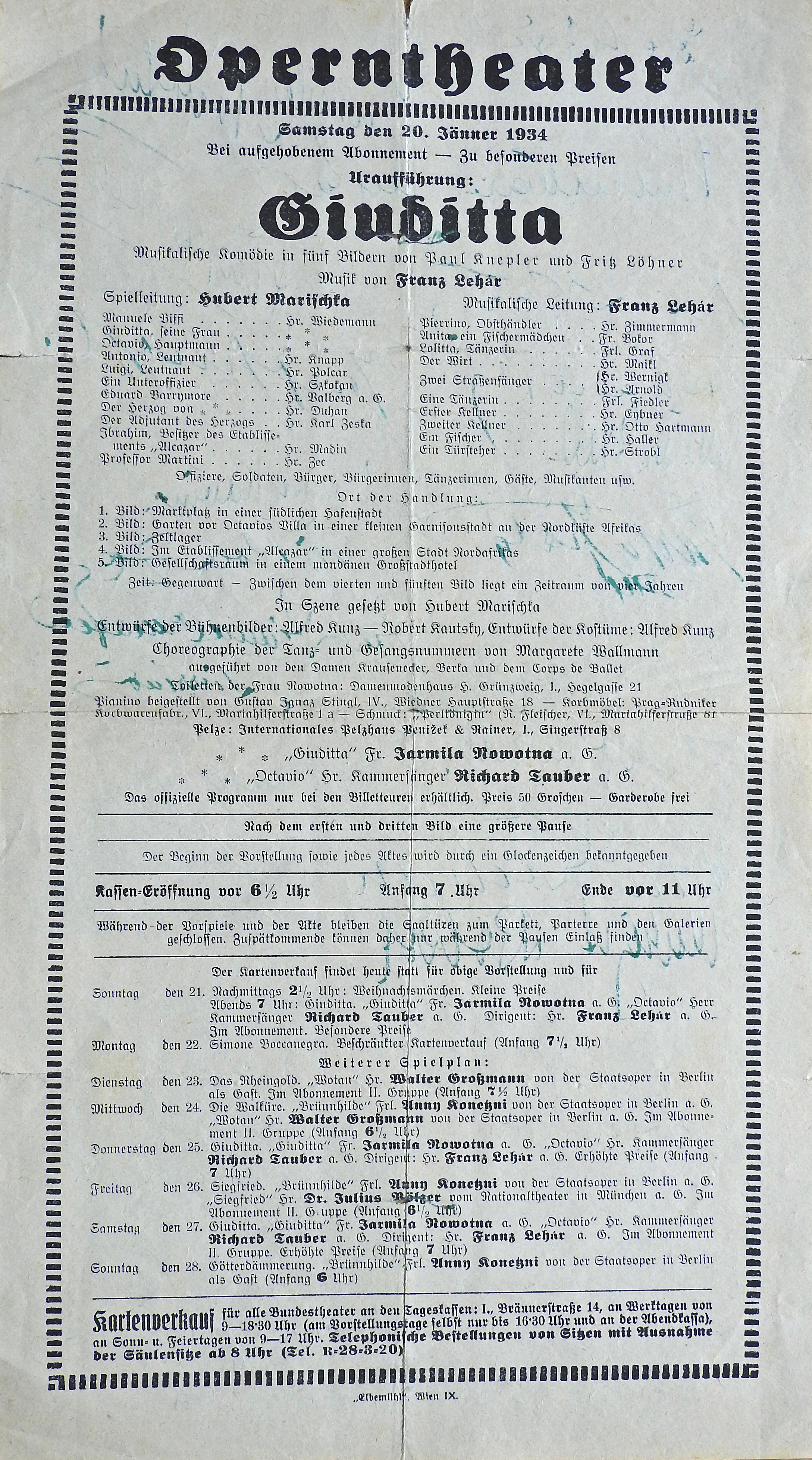
初演時のプログラム

ジュディッタ（ドイツ語：Giuditta）は、フランツ・レハールが1933年に作曲し、1934年1月20日、レハール作品として初めてウィーン国立歌劇場で初演された全五幕のオペレッタである。台本はパウル・クネープラー（Paul Knepler）およびフリッツ・レーナー＝ベーダ（Fritz Löhner-Beda）。
ストーリーは、地中海沿岸の港町（スペイン・ポルトガルと推測される）と北アフリカを舞台に、外人部隊の大尉オクターヴィオと彼が駐屯する地中海沿岸の港町の人妻ジュディッタの恋の顛末を描いたもの。この作品は、本来オペラとして書かれたもので、当時オペラ界の大スターで初演において主役オクターヴィオを演じたリヒャルト・タウバーのために書かれた。そのためテノールの見せ場が多い。特に第1幕でオクターヴィオの登場シーンで歌われる「友よ、人生は生きる価値がある」（Freunde, das Leben ist lebenswert)は今も演奏会などで独立して演奏されるほどよく知られている。他にも第4幕でジュディッタが歌う「私は自分自身が分からない」（Ich weiß es selber nicht）など、地中海や北アフリカのエキゾチックな雰囲気がよく出た情熱的なメロディーが美しい。なお、この作品以後レハールは筆を折ったため、彼の最後の作品でもある。

## 構成
全5幕
- 時・場所：1930年、地中海沿岸の港町及び北アフリカ
  - 第1幕：地中海沿岸の港町にある市場とその周辺
  - 第2幕：北アフリカのオクターヴィオの邸宅
  - 第3幕：外人部隊のキャンプ
  - 第4幕：北アフリカのある都市。ナイト・クラブ「アルカザール」
  - 第5幕：ある大都市の高級ホテルのスィート・ルーム

## 登場人物
- マヌエレ・ビッフィ（バリトンまたはバス）…大工
- ジュディッタ（ソプラノ）…その妻
- オクターヴィオ（テノール）…外人部隊の大尉
- ピエリーノ（テノール）…果物売りの若者
- アニータ（ソプラノ）…その恋人で、漁師の娘
- マルティーニ（バス）…ナイトクラブの支配人
- アントーニオ（バリトンまたはバス）…中尉。オクターヴィオの同僚
- セバスティアーノ（テノール）…旅籠の亭主
- エドアルド・バリモア卿…ジュディッタのパトロン
- 公爵…同じくジュディッタのパトロン

## あらすじ
第1幕
地中海の沿岸の町に住む大工マヌエレ・ビッフィには若く美しい妻ジュディッタがいた。彼女は歳が離れた夫との物足りない生活にうんざりし、めくるめくロマンスに思いをはせている。そこにハンサムで情熱的なオクターヴィオが士官達と現れ、旅籠で一杯やる。ジュディッタを見かけた彼は、魅惑的な彼女を早速口説く。そして話しているうちに二人は互いに不思議な魅力に惹かれていき、ついにオクターヴィオは「今夜八時にアフリカに向けて出発する一緒に行こう」という。ジュディッタも承諾し、「今夜港で合おう」といって別れる。一方同じ頃果物売りのピエリーノも恋人のアニータに「アフリカに行って一旗挙げるからついて来て欲しい」と言う。「兄弟が多いので一人くらいいなくなっても大丈夫よとアニータも承諾し、二人は出発の準備をしに行く。
しばらくするとマヌエレが帰宅する。家の中からオクターヴィオが出てきたのを見てしまったマヌエレは妻に「他の男と口をきくな」と嫉妬にかられながら言う。「何よ。わたしばっかり束縛して、もっと自由が欲しい」という妻に対して「浮気されたらたまらん」とばかりに怒り、出かけていく。そしてジュディッタはもう夫には我慢できない、私は自由になるのよとばかりに港へ行ってしまう。しばらくして、マヌエレが戻ると船の汽笛が聞こえる。しかし、ジュディッタは既に家を出てしまっていた。動揺するマヌエレに旅籠の主人が「お前の女房はあの士官と逃げた」と告げる。呆然とするマヌエレ。
第2幕
北アフリカにやってきたジュディッタとオクターヴィオは海辺に邸宅を構え、甘い生活を満喫している。そこへ無一文になったピエリーノとアニータがやってくる。二人の話を聞いてオクターヴィオとジュディッタは帰りの旅費を工面してやる。しかし、まだ帰りたくないアニータはしばらくジュディッタ達と暮らすことにし、ピエリーノだけ帰国することになる。
しばらくするとオクターヴィオの同僚アントーニオが現れ、明日にも進軍命令が出ると告げる。彼女を一人にするのが心配なオクターヴィオは悩む。折からジュディッタが戻ってくるが、オクターヴィオは彼女の美しさを讃えるが、結局進軍命令の事を言い出せずじまいであった。
第3幕
外人部隊のキャンプ。アントーニオはオクターヴィオに進軍命令をジュディッタに話したかと問う。そんなことはできない、どうすればいいのかと悩むオクターヴィオは、彼女への思いを切々と訴える。アントーニオが去ると入れ違いにジュディッタがやってくる。オクターヴィオは思い切って今夜にも出発する旨をつげる。「私を独りにしないで」と追いすがるジュディッタ。しかし、出発の時は来てしまい、結局オクターヴィオは恋人より任務を選んで去ってしまう。独り残されたジュディッタはやけを起こし、「それなら、どんな男とでも踊ってやる」と言って去る。
第4幕
オクターヴィオと別れたジュディッタはナイトクラブの歌手として男たちの人気を独り占めにしている。一方アニータはその付き人である。そこに支配人のマルティーニが「バリモア卿が君と今夜食事がしたいといっている。付き合ってくれ」と言う。疲れているからと断る。しかし、支配人はジュディッタを説得し根負けした彼女も承諾する。
そこへ故郷に帰っていたピエリーノがアニータを探しにやってくる。再会を喜ぶ二人を尻目にジュディッタは舞台があるので去っていく。舞台では艶やかな美しさを振りまくジュディッタ。歌が終わるとバリモア卿が彼女を食事に誘い、二人して個室に消える。そこにオクターヴィオが現われ、支配人にジュディッタにあわせて欲しいと頼むが、支配人は伝えなかった。そこへ個室からジュディッタの笑い声が聞こえ、バリモア卿と腕を組んで出てくる。彼女は卿から送られた真珠のネックレスをしている。すべてを見てしまい、愕然とするオクターヴィオ。
第5幕
第4幕から四年後オクターヴィオはある大都市の高級ホテルのピアニストとなっていた。彼がピアノを弾きだすと今夜パトロンの公爵と過ごすためスィートルームにジュディッタがやってくる。オクターヴィオに気づいた彼女はもう一度やり直しましょうと言うが、オクターヴィオは、「もう過ぎ去ったこと、過去は忘れよう」とつれない。そこへパトロンの公爵が現れるが、ジュディッタは今夜は気分が悪いと断り、二人して部屋を出る。一人残されたオクターヴィオは「僕の恋はメルヘンだった」と叫んで幕となる。

## 聴きどころ
「友よ、人生は生きる価値がある」（Freude, das Leben ist lebenswert）
この作品中最もポピュラーな歌。情熱的なリズムがテノールの歌とあいまって美しい
「青き夏の夜のごとく美しい」（Schön,wie die blaue Sommernacht）
第2幕でオクターヴィオがジュディッタの美しさを讃えて歌う。タンゴのリズムが印象的
「愛の海の中で」（Im einem Meer von Liebe）
第4幕でジュディッタが歌う。北アフリカの雰囲気が色濃く出たエキゾチックなメロディ
「私は自分自身が分からない」（Ich weiß es selber nicht）
同じく第4幕でジュディッタが歌う。Meine Lippen, sie küssen so heiß「私の唇は熱いキスをする」という題でも知られる。往年の名歌手エリーザベト・シュヴァルツコップの名唱でも知られる。